# Bussiera
Bussiére (en francès Bussière-Poitevine) és un municipi francès situat al departament de l'Alta Viena i a la regió de la Nova Aquitània.

## Demografia
| 1962                                       | 1968  | 1975  | 1982  | 1990  | 1999 | 2007 |
| ------------------------------------------ | ----- | ----- | ----- | ----- | ---- | ---- |
| 1.231                                      | 1.330 | 1.160 | 1.120 | 1.019 | 960  | 956  |
| Des de 1962: població sense dobles comptes |       |       |       |       |      |      |

## Administració
| Període   | Identitat    | Partit |
| --------- | ------------ | ------ |
| 2001-2008 | René Petit   |        |
| 2008-     | André Dubois |        |

## Agermanaments
- Mothern